# Sonamoo
Sonamoo (koreanisch 소나무, stilisierte Schreibweise SONAMOO) war eine südkoreanische Girlgroup der dritten K-Pop-Generation, die 2014 von TS Entertainment gegründet wurde. Die Gruppe debütierte offiziell am 29. Dezember 2014 mit dem Mini-Album Deja Vu. Der offizielle Fanclub-Name von Sonamoo lautet „Solbangul“. Mit dem Auslaufen des Vertrags von Leader High.D wurde die Gruppe im Dezember 2021 offiziell aufgelöst.

## Geschichte

### 2014–2015: Debüt mitDeja Vu
Am 29. Mai 2014 gab TS Entertainment die Gründung einer neuen Girlgroup bekannt und nannte Nahyun gleich als erstes Mitglied dieser Gruppe. Das Debüt war für Juli 2014 geplant. Am 2. Juli wurde NewSun als zweites Mitglied bekannt gegeben. Am 15. Oktober wurde der Name der Gruppe, Sonamoo, veröffentlicht und Euijin als drittes Mitglied vorgestellt. In der Folgezeit wurden weitere Teaser der neuen Gruppe veröffentlicht bis schließlich am 14. Dezember alle Namen der siebenköpfigen Gruppe veröffentlicht waren.
Am 29. Dezember debütierte Sonamoo offiziell mit dem Mini-Album Deja Vu und der gleichnamigen Single. Deja Vu stieg auf Platz 1 der Gaon Album Charts ein.
Am 25. Februar veröffentlichte die Gruppe ihre zweite Single Just Go.
Am 20. Juli erschienen Sonamoos zweites Mini-Album Cushion und die gleichnamig Single. Am 1. September wurde Round N Round als zweite Single aus dem Mini-Album veröffentlicht.

### 2016–2018:I Like You Too MuchundHappy Box-Projekt
Am 29. Juni 2016 veröffentlichten Sonamoo ihr drittes Mini-Album I Like You Too Much (넘나 좋은 것) zusammen mit der gleichnamigen Single.
Im September wurde bekannt, dass Nahyun eine Hauptrolle in der Webserie The Miracle bekommen hatte. Die Serie startete im Dezember. Nahyun spielt darin einen Zwilling, der mit seiner ungleichen Schwester den Körper tauscht.
Am 9. Januar 2017 erschien das erste Single-Album der Gruppe mit dem Namen I Think I Love You (나 너 좋아해?).
Von Mai bis Juni nahm D.ana an der KBS-TV-Show „Idol Drama Operation Team“ teil. Sieben Mitglieder aus verschiedenen Girlgroups betätigen sich darin als Drehbuchautoren und schreiben eine Serie mit dem Namen Let’s Only Walk on the Flower Road. In dieser so entstandenen Serie spielen sich alle selbst als fiktionale Charaktere. Als Resultat dieser Serie entstand auch die Girlgroup „Girls Next Door“ mit D.ana, Moonbyul (aus der Gruppe Mamamoo), Seulgi (Red Velvet), Kim So-hee (I.B.I), YooA (Oh My Girl), Sujeong (Lovelyz) und Jeon So-mi (I.O.I). „Girls Next Door“ debütierten am 14. Juli in der Musikshow Music Bank mit dem Titel Deep Blue Eyes. Let’s Only Walk on the Flower Road wurde vom 26. Juni bis 3. Juli bei KBS ausgestrahlt.
Am 27. Juni stellte TS Entertainment Sonamoos „Happy Box-Project“ vor. In der Nachricht hieß es, dass die Gruppe drei Monate lang jeden Monat eine Single veröffentlichen würde. Am 14. August erschien die erste Single dieses Projekts: Friday Night (금요일밤).
Vom 28. Oktober 2017 bis zum 24. Februar 2018 nahm Euijin an der KBS-TV-Show „The Unit“ teil. In der Show bekamen ehemalige und aktuelle K-Pop-Idols eine zweite Chance und kämpften darum, Teil einer neunköpfigen Girl- oder Boygroup zu werden. Euijin wurde beim letzten Voting der Show auf Platz 1 gewählt und ist somit Mitglied der temporären Girlgroup Uni.T geworden. Die Gruppe debütierte am 18. Mai 2018 mit dem Mini-Album Line und der Single No More. Im Oktober 2018 löste sich Uni.T wieder auf.
Am 6. November 2017 erschien Teil 2 des Happy Box-Projekts: I (Knew It).

### 2019: Disput mit TS Entertainment undPromise You
Ende September 2019 wurde bekannt, dass Nahyun und Sumin TS Entertainment bereits im August verklagt hatten, um die Auflösung ihrer Verträge zu erzwingen. TS Entertainment bestätigte dies später und gab gleichzeitig bekannt, dass Sonamoo als fünfköpfige Gruppe, ohne Nahyun und Sumin, weitermachen werde.
Am 23. Oktober erschien die Single Promise You.

## Mitglieder
| Bild                 | Name          | Geburtsname         | Geburtstag (Alter)      | Geburtsort  | Position                           |
| -------------------- | ------------- | ------------------- | ----------------------- | ----------- | ---------------------------------- |
|                      | Euijin 의진   | Hong Eui-jin 홍의진 | 8. Oktober 1996 (28)    | Gwangju     | Team leader Lead Vocal, Main Dance |
|                      | Minjae 민재   | Sung Min-jae 성민재 | 18. Dezember 1994 (30)  | Busan       | Main Vocal                         |
|                      | D.ana 디애나  | Jo Eun-ae 조은애    | 10. September 1995 (29) | Seoul       | Sub Vocal, Lead Dance, Rap         |
|                      | High.D 하이디 | Kim Do-hee 김도희   | 21. Dezember 1996 (28)  | Gyeonggi-do | Main Vocal                         |
|                      | NewSun 뉴썬   | Choi Yoo-sun 최윤선 | 19. Juni 1997 (27)      | Pocheon     | Sub Vocal, Rap                     |
| Ehemalige Mitglieder |               |                     |                         |             |                                    |
|                      | Sumin 수민    | Ji Su-min 지수민    | 3. März 1994 (31)       | Gyeonggi-do | Sub Vocal, Dance                   |
|                      | Nahyun 나현   | Kim Na-hyun 김나현  | 9. Dezember 1995 (29)   | Seoul       | Sub Vocal                          |

Diskografie

### EPs
| Jahr | Titel Musiklabel                                                       | Höchstplatzierung, Gesamtwochen, AuszeichnungChartsChartplatzierungen (Jahr, Titel, Musiklabel, Platzierungen, Wochen, Auszeichnungen, Anmerkungen) | Anmerkungen                             |
| Jahr | Titel Musiklabel                                                       | KR | Anmerkungen                             |
| ---- | ---------------------------------------------------------------------- | --- | --------------------------------------- |
| 2014 | Deja Vu TS Entertainment + LOEN Entertainment                          | KR1 (7 Wo.)KR | Erstveröffentlichung: 29. Dezember 2014 |
| 2015 | Cushion TS Entertainment + LOEN Entertainment                          | KR7 (6 Wo.)KR | Erstveröffentlichung: 20. Juli 2015     |
| 2016 | I Like U Too Much (넘나 좋은 것) TS Entertainment + LOEN Entertainment | KR7 (7 Wo.)KR | Erstveröffentlichung: 29. Juni 2016     |

### Single-Alben
| Jahr | Titel Musiklabel                                                         | Höchstplatzierung, Gesamtwochen, AuszeichnungChartsChartplatzierungen (Jahr, Titel, Musiklabel, Platzierungen, Wochen, Auszeichnungen, Anmerkungen) | Anmerkungen                            |
| Jahr | Titel Musiklabel                                                         | KR | Anmerkungen                            |
| ---- | ------------------------------------------------------------------------ | --- | -------------------------------------- |
| 2017 | I Think I Love You (나 너 좋아해?) TS Entertainment + LOEN Entertainment | KR13 (6 Wo.)KR | Erstveröffentlichung: 9. Januar 2017   |
| 2017 | Happy Box Part.1 TS Entertainment                                        | — | Erstveröffentlichung: 14. August 2017  |
| 2017 | Happy Box Part.2 TS Entertainment                                        | — | Erstveröffentlichung: 6. November 2017 |

### Singles
- 2014: Deja Vu
- 2015: Just Go
- 2015: Cushion
- 2015: Round N Round
- 2016: I Like You Too Much (넘나 좋은 것)
- 2017: I Think I Love You (나 너 좋아해?)
- 2017: Friday Night (금요일밤)
- 2017: I (Knew It)
- 2019: Promise You

## Auszeichnungen
- 2017: 1st Soribada Best K-Music Awards – New Korean Wave Music Star Award